# Theophanes I. Karykes
Theophanes I. Karykes (griechisch Θεοφάνης Α΄ Καρύκης; † 26. März 1597, Konstantinopel, Osmanisches Reich) war orthodoxer Bischof von Philippopolis (1585–1592) und Athen (1592–1596) und Patriarch von Konstantinopel (1596–1597).

## Leben
Er wuchs in Athen auf. 1578 war er Logothet. 1585 wurde er Bischof von Philippopolis, nachdem sein Vorgänger Theoleptos Patriarch von Konstantinopel geworden war.
1592 wurde er Bischof von Athen und nahm 1593 an der Synode in Konstantinopel teil.
Im September 1596 wurde er zum Patriarchen von Konstantinopel gewählt. Im Dezember musste er das Amt wieder aufgeben, wurde aber am 26. Februar 1597 erneut gewählt, nachdem für ihn 6.000 Goldmünzen gezahlt worden waren. Am 26. März (Karsamstag) starb er.
Theophanes schrieb liturgische Hymnen und Texte über Kirchenmusik.